# Liste der Kulturgüter in Therwil
Die Liste der Kulturgüter in Therwil enthält alle Objekte in der Gemeinde Therwil im Kanton Basel-Landschaft, die gemäss der Haager Konvention zum Schutz von Kulturgut bei bewaffneten Konflikten, dem Bundesgesetz vom 20. Juni 2014 über den Schutz der Kulturgüter bei bewaffneten Konflikten sowie der Verordnung vom 29. Oktober 2014 über den Schutz der Kulturgüter bei bewaffneten Konflikten unter Schutz stehen.
Objekte der Kategorie A sind im Gemeindegebiet nicht ausgewiesen, Objekte der Kategorie B sind vollständig in der Liste enthalten, Objekte der Kategorie C fehlen zurzeit (Stand: 1. Januar 2023).

## Kulturgüter
| Foto | | Objekt                                                                    | Kat. | Typ | Standort                                        | Beschreibung |
| ---- | --- | ------------------------------------------------------------------------- | ---- | --- | ----------------------------------------------- | ------------ |
| ja   | Datei hochladen · Wikidata zu Römisch-katholische Kirche St. Stephan mit St. Annakapelle (Q29681879) | Römisch-katholische Kirche St. Stephan mit St. Annakapelle KGS-Nr.: 01531 | B    | G   | Kirchrain 16, 16a 608637 / 260720               |              |
| ja   | Datei hochladen · Wikidata zu Dorfmuseum (Gebäude) (Q29681840)                                       | Dorfmuseum (Gebäude) KGS-Nr.: 12220                                       | B    | G   | Kirchrain 14 608618 / 260732                    |              |
| ja   | Datei hochladen · Wikidata zu Römisch-katholisches Pfarrhaus (Q29681897)                             | Römisch-katholisches Pfarrhaus KGS-Nr.: 12221                             | B    | G   | Mittlerer Kreis 31 608621 / 260762              |              |
| ja   | Datei hochladen · Wikidata zu Leuenplatzbrunnen (Q29681860)                                          | Leuenplatzbrunnen KGS-Nr.: 12222                                          | B    | K   | Mittlerer Kreis / Benkenstrasse 608614 / 260910 |              |
| BW   | Datei hochladen · Wikidata zu Mittelalterliche Weiherhausstelle (Q118164434)                         | Mittelalterliche Weiherhausstelle KGS-Nr.: 17111                          | B    | F   | Weiermatte 608280 / 260670                      |              |